# ГЕС Гангрі-Горс
ГЕС Гангрі-Горс — гідроелектростанція у штаті Монтана (Сполучені Штати Америки). Знаходячись перед ГЕС Керр, становить верхній ступінь каскаду у сточищі річки Панд-Орей, лівої притоки Колумбії (має устя на узбережжі Тихого океану на межі штатів Вашингтон та Орегон).
В межах проекту річку South Fork Flathead (лівий витік Flathead, правої притоки Кларк-Форк – верхньої течії Панд-Орей) перекрили бетонною арковою греблею висотою 172 метрів, довжиною 645 метрів та товщиною від 12 (по гребеню) до 101 (по основі) метрів, яка потребувала 2244 тис м3 матеріалу. Вона утримує витягнуте на 55 км водосховище з площею поверхні 96 км2 та об’ємом 4,28 млрд м3.
Пригреблевий машинний зал первісно обладнали чотирма турбінами типу Френсіс потужністю по 71,3 МВт, які на початку 1990-х модернізували до показника у 107 МВт. Вони працюють при напорі у 122 метри та забезпечують виробництво 1379 млн кВт-год електроенергії на рік.